# Смирновский (Курская область)
Смирно́вский — упразднённый посёлок, существовавший на территории Железногорского района Курской области до 1986 года. На момент упразднения входил в состав Городновского сельсовета.

## География
Располагался в 15 км к востоку от Железногорска. Состоял из 1 улицы, протянувшейся с северо-запада на юго-восток. Высота над уровнем моря — 257 м. Ближайшие, ныне существующие населённые пункты — деревня Городное и посёлок Сафрошинский.

## История
В 1937 году в посёлке было 16 дворов. Во время Великой Отечественной войны, с октября 1941 года по 1943 год, Смирновский находился в зоне немецко-фашистской оккупации. В 1981 году в посёлке проживало около 30 человек. До 27 февраля 1986 года входил в состав Большебобровского сельсовета, затем передан в Городновский сельсовет. Упразднён 20 ноября 1986 года.